# الغيل (المفلحي)

تعديل مصدري - تعديل

الغيل هي إحدى قرى عزلة المفلحي بمديرية المفلحي التابعة لمحافظة لحج، بلغ تعداد سكانها 220 نسمة حسب تعداد اليمن لعام 2004.